# Ahaetulla prasina
Ahaetulla prasina es una especie de serpiente que pertenece a la familia Lamprophiidae oriunda del Sudeste Asiático.

## Descripción

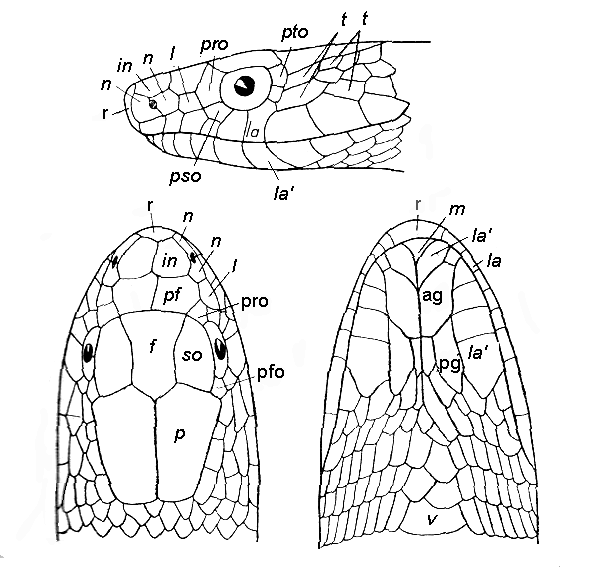
Guía de identificación de escamas de las serpientes, de Malcolm A. Smith (1943)
----
Leyenda
'ag' - Geniales anteriores o Barbillas de mentón
'f' - Frontal
'en' - Internasal
'l' - Loreal
'la' - Supralabial
'la' '- Infralabial
'm' - Mental
'n' - Nasal
'p' - Parietal
'pf' - Prefrontal
'pg' - Geniales posteriores o Barbilla protectores
'pro' - Preocular
'pso' - Presubocular
'pto' - Postocular
'r' - Rostral
'tan' - Supraocular
't' - Anterior y posterior Temporal s
'v' - Primero Ventral

La forma del cuerpo es extremadamente delgada con un hocico largo, puntiagudo y saliente que es más del doble de largo que el ojo. La coloración adulta varía de marrón claro a amarillo verdoso opaco y, a menudo, a un sorprendente verde fluorescente.
Los adultos pueden alcanzar 1,8 m de longitud total, con una cola de 0,6 m de largo. 
Su apariencia es muy parecida a la de las serpientes de vid sudamericanas. Es una especie de colmillos traseros y es levemente venenosa, pero no se considera una amenaza para los humanos.

### Escamas
El tipo y número de escamas se utiliza para identificar a las serpientes. En esta especie los internasales suelen estar en contacto con las escamas labiales o labiales.
Hay de uno a cuatro pequeños loreals entre las escamas prefrontal y labial. El frontal es tan largo como su distancia desde el final del hocico o un poco más largo y un poco más largo que las escamas parietales. Hay una escala preocular delante del ojo, que está en contacto con la escala frontal. Hay dos escamas postoculares (detrás de los ojos).
Las escalas temporales vienen en patrones de 2 + 2 o 3 + 3, raramente 1 + 2. De las escamas labiales superiores, la novena, cuarta, quinta y sexta entran en el ojo, mientras que los 4 labios inferiores están en contacto con los protectores de mentón anteriores, que son más cortos que los protectores de mentón posteriores. Las escamas se encuentran en 15 filas y suelen tener una quilla débil en la región sacra.
Hay 203-234 escamas ventrales divididas analmente. Hay 167 a 203 subcaudales que son de color verde brillante, oliva pálido o marrón grisáceo, con una línea amarilla a cada lado de las partes inferiores. La piel intersticial del cuello es blanca y negra. 

## Distribución
Esta serpiente tiene una amplia distribución en Asia, donde se encuentra en Bangladés, Bután, Brunéi, Birmania, Camboya, China, India, Indonesia, Laos, Malasia, Filipinas, Singapur, Tailandia y Vietnam.

## Subspecies
Se reconocen como válidas las siguientes subespecies:
- Ahaetulla prasina medioxima Lazell, 2002
- Ahaetulla prasina prasina (Boie, 1827)
- Ahaetulla prasina preocularis (Taylor, 1922)
- Ahaetulla prasina suluensis Gaulke, 1994

## Galería

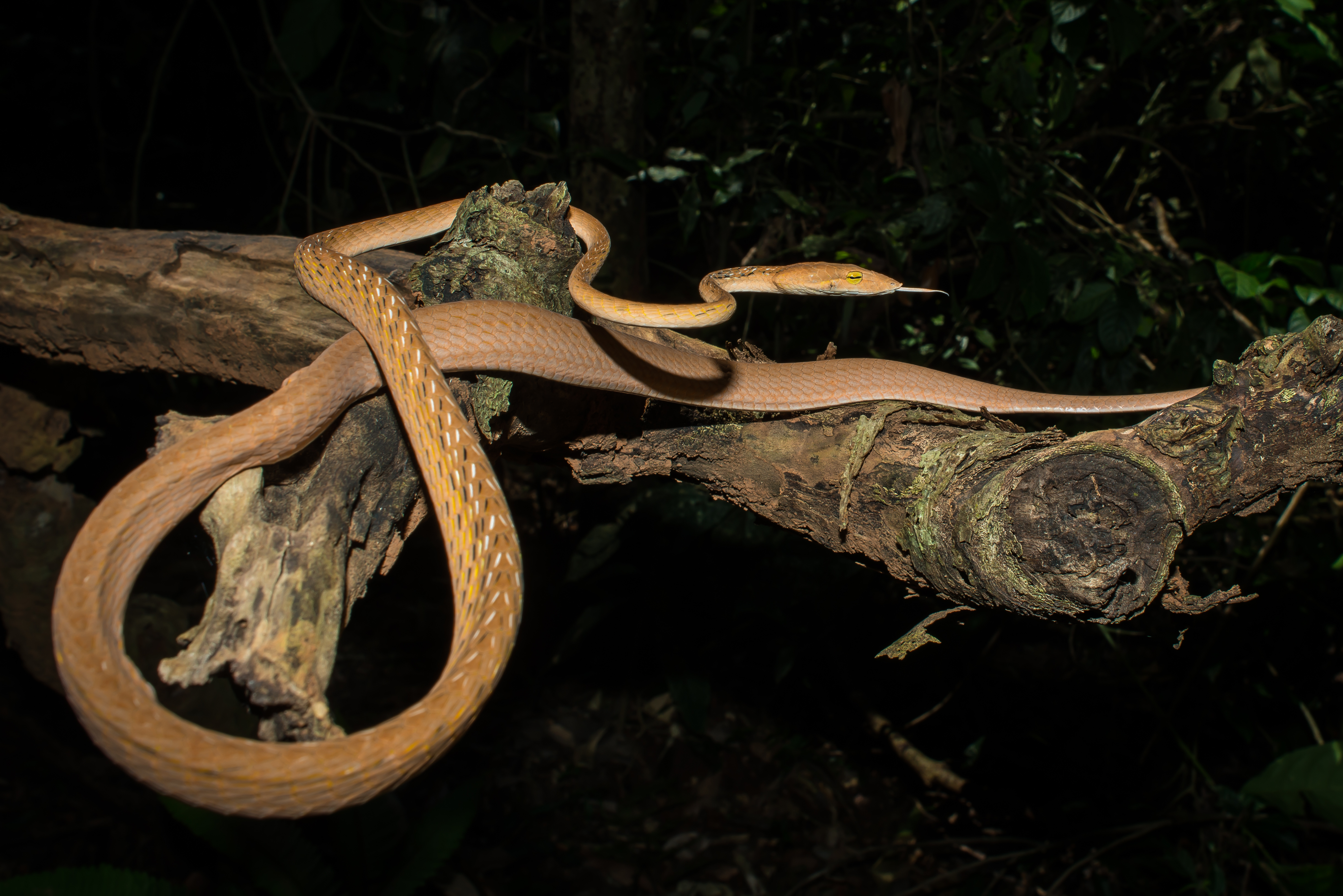
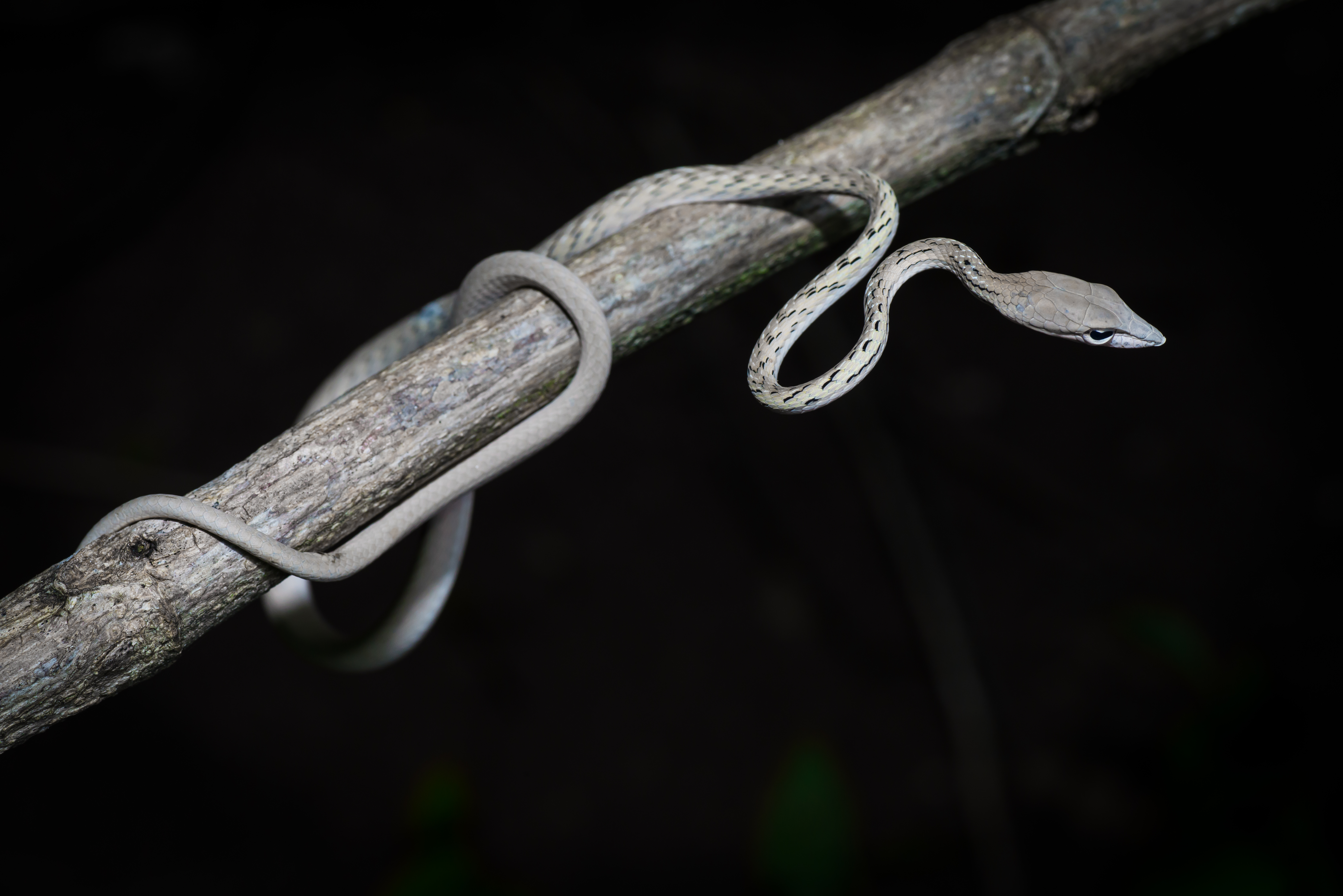
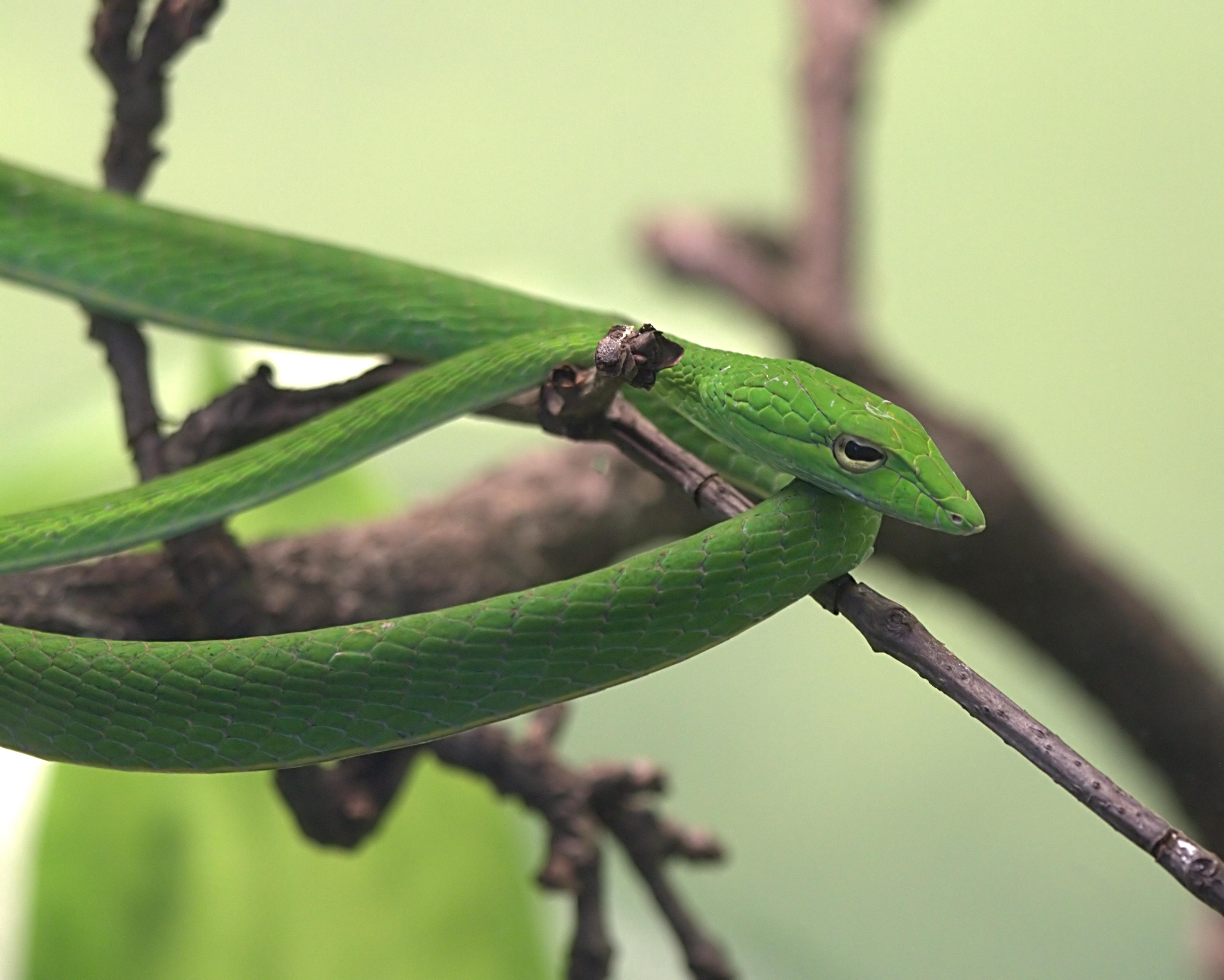
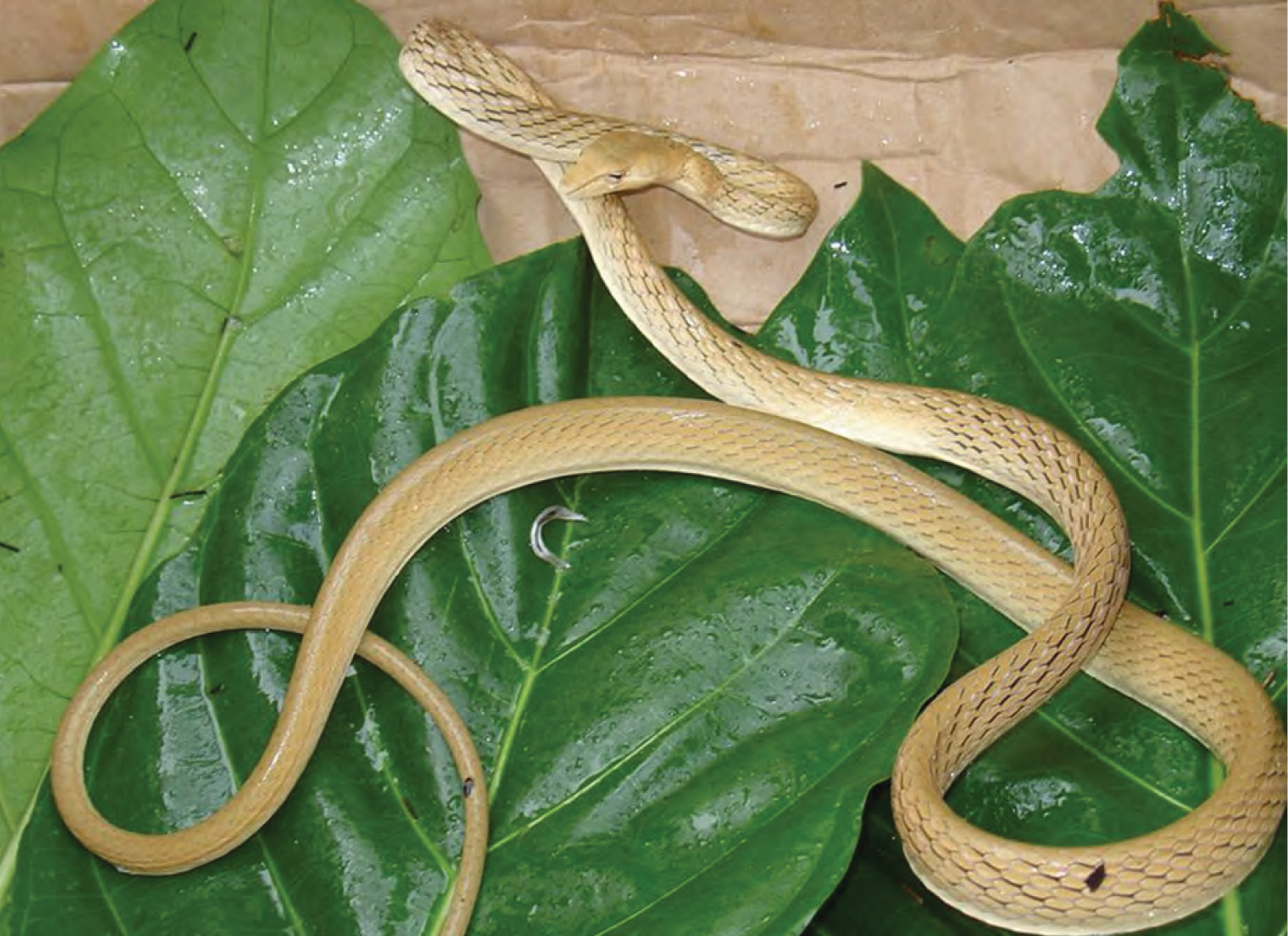